# Tuscania Calcio 1946-1947
Questa voce raccoglie le informazioni riguardanti il Tuscania Calcio nelle competizioni ufficiali della stagione 1946-1947.

## Stagione
Nell'annata 1946-1947 il Tuscania vinse il proprio girone approdando per la prima volta in Serie C.

## Rosa
| N. |                   | Ruolo | Calciatore        |
| -- | ----------------- | ----- | ----------------- |
|    | Italia (bandiera) | P     | Ascanio Maccarri  |
|    | Italia (bandiera) | P     | Paride Costantini |
|    | Italia (bandiera) |       | Vincenzo Tosi     |
|    | Italia (bandiera) |       | Nazareno Boncori  |
|    | Italia (bandiera) |       | Mariani           |
|    | Italia (bandiera) |       | Roberto Magrelli  |
|    | Italia (bandiera) | C     | Maide Capacci     |
|    | Italia (bandiera) |       | Ernici            |

| N. |                   | Ruolo | Calciatore          |
| -- | ----------------- | ----- | ------------------- |
|    | Italia (bandiera) |       | Franco Sili         |
|    | Italia (bandiera) |       | Alessandro Paoletti |
|    | Italia (bandiera) |       | Leo Lulli           |
|    | Italia (bandiera) |       | Augusto Bernardini  |
|    | Italia (bandiera) |       | Mattei              |
|    | Italia (bandiera) | A     | Austero Santi       |
|    | Italia (bandiera) | A     | Carlo Plini         |